# Kvarntjärnen (Burträsks socken, Västerbotten, 717622-171007)
Kvarntjärnen är en sjö i Skellefteå kommun i Västerbotten och ingår i Rickleåns huvudavrinningsområde.